# Hemiberlesia quercicola
Hemiberlesia quercicola är en insektsart som beskrevs av Ferris 1941. Hemiberlesia quercicola ingår i släktet Hemiberlesia och familjen pansarsköldlöss. Inga underarter finns listade i Catalogue of Life.